# Pavonia angustifolia
Pavonia angustifolia är en malvaväxtart som beskrevs av George Bentham. Pavonia angustifolia ingår i släktet påfågelsmalvor, och familjen malvaväxter. Inga underarter finns listade i Catalogue of Life.